# Horváth Tibor Antal
Horváth Tibor Antal (Horváth Antal Tibor) (Budapest, 1889. január 29. – Budapest, 1964. április 25.) magyar pedagógus, történész, muzeológus, premontrei szerzetes, római katolikus pap.

## Életpályája
1906-ban érettségizett a budapesti Kegyesrendi Főgimnáziumban. 1906-ban Jászón belépett a premontrei rendbe. 1906-ban Budapesten rendi növendék volt, de 1907–1909 között elbocsátották. 1909–1912 között Csengődön nevelőtanár volt. 1912-ben diplomázott a budapesti tudományegyetemen. 1913. augusztus 15-én Csornán ismét belépett a rendbe. 1914. augusztus 15-én megtette első fogadalmát. 1914–1921 között, valamint 1936–1948 között a keszthelyi gimnázium rendes tanára volt. 1917. augusztus 15-én örök fogadalmat tett. 1917. augusztus 24-én áldozópappá szentelték. 1921–1936 között a szombathelyi gimnázium tanára volt. 1923–1936 között a szombathelyi Vasvármegyei Múzeum, illetve a Savaria Múzeum Régiség- és Iparművészeti Tárának őre volt. 1934-ben Radnai Gyulával nagyszabású műtörténeti kiállítást szervezett Szombathelyen. 1948-ban nyugdíjba vonult. 1950-től Budapesten élt.
Nagy érdemeket szerzett a szombathelyi múzeum anyagának gazdagításában, régészeti ásatásokat is végzett. Levéltári kutatásai forrásértékűek, jelentős volt szükségpénz-gyűjteménye.
Sírja a Rákoskeresztúri temetőben vagy a csornai Szent Antal-temetőben található.

## Művei
- Melyik rendhez tartozott a szentkereszti apátság Szerém megyében? (Századok, 1927)
- Új szombathelyi Dolichenus-oltárkő (Archaeologiai Értesítő, Vasi Szemle, 1928)
- Ondódi ásatások (Vasvármegye és Szombathely város kultúregyesülete és a Vasvármegyei Múzeum III. évkönyve. Szombathely, 1928)
- Ad bibliographiam monasteriorum in Hungaria (Analecta Praemonstratensia, 1931)
- A türjei premontrei prépostság a XVIII. században (Szent Norbert Emlékkönyv; Gödöllő, 1934)
- A szombathelyi művészettörténeti és kultúrtörténeti kiállítása tárgymutatója (Összeállította 4 táblával; Szombathely, 1934; 2. javított kiadás: 1934; 3. kiadás: 1935)
- Szombathelyi órásmesterek (Vasi Szemle, 1935; és külön: Szombathely, 1935)
- Adalékok a kormányzói kancellária történetéhez (Vasi Szemle, 1936)
- Boszorkányok és boszorkánypörök Szombathelyen (Vasi Szemle, 1937; és külön: Szombathely, 1937)
- Hol temették el Festetics Pál deákot? – Johannes Sylvester Pannonius (Vasi Szemle, 1937)
- De primordiis circariae Hungaricae Ordinis Praemonstratensis (Analecta Praemonstratensia, 1937)
- Fürdőmesterek Szombathelyen (Vasi Szemle, 1938; és külön: Szombathely, 1938)
- Vas megyei szavazóbárca, 1824. (Vasi Szemle, 1940)
- A szombathelyi ötvösség története. (1–2. Vasi Szemle, 1940 és Dunántúli Szemle, 1941; külön: Szombathely, 1941)
- Szombathelyi ötvösök. 1–2. (Vasi Szemle, 1941)
- A horpácsi prépostság (Soproni Szemle, 1941; és külön: A Soproni Szemle kiadványai. 110. Sopron, 1941)
- A csornai premontrei prépostság commendatorai a XVI–XVII. században (Keszthely, 1941)
- Az első Vas megyei régiséggyűjtő. – Adatok a szombathelyi ötvösség történetéhez (Vasi Szemle, 1942)
- A csornai premontrei prépostság commendatorai a 16–17. században. (Keszthely, 1942)
- A csornai konvent hiteleshelyi működése (Keszthely, 1943)
- Adalékok a szombathelyi lythographia történetéhez (Vasi Szemle, 1943)
- Porta Coeli. – A szombathelyi németség a XVII. században (Vasi Szemle, 1944)
- Szent Márton születésének okleveles adatai (Acta Savariensia. 4. Szombathely, 1944)
- Adatok a XVI. századi magyar pénztörténethez (Numizmatikai Közlöny, 1951/52)
- Ismeretlen levéltári adatok az ötvösök történetéhez, főként a XVI–XVII. században (Művészettörténeti Értesítő, 1953)
- Régi magyar pénznemek (Numizmatikai Közlöny, 1953/54)
- Kamaragrófok a középkorban (Huszár Lajossal) – Pénztörténeti forrásadatok a XVII. sz. második feléből (Numizmatikai Közlöny, 1955/56)
- Batka, kacsinka, teruntius. – Fugger Mária emlékérmének mestere (Numizmatikai Közlöny, 1957/58)
- A középkori Szombathely topográfiája (Vasi Szemle, 1958)
- A magyar aranyforint értékváltozásai 1490–1700 között (Numizmatikai Közlöny, 1959/60)
- Terra sigillata a XVI–XVIII. században (Művészettörténeti tanulmányok. A Művészettörténeti Dokumentációs Központ Évkönyve. 1956–1958. Szerkesztette: D. Fehér Zsuzsa; Budapest, 1960)
- Szombathely (Géfin Gyulával, Kádár Zoltánnal; Magyar műemlékek; Budapest, 1961)
- Adalékok a tízes aranyak forgalmához. – Tervezet az erdélyi pénzforgalom szabályozására, 1736. – Székesfehérvári bárcák a XVIII. században (Numizmatikai Közlöny, 1961/62)
- A tallér értékváltozása Magyarországon, 1542–1700 között. – A munkácsi pénzverde bérleti szerződése, 1624 (Numizmatikai Közlöny, 1963/64)
- Adatok Szombathely történetéhez (Vasi Szemle, 1965)
- Vas vármegye régészeti leletei és lelőhelyei. 1926. okt. 20.–1936. jún. (Vasi Szemle, 1987)
- Szombathely a XV–XVIII. században. Monográfia. Sajtó alá rendezte: Kiss Gábor. (Acta Savariensia. 8. A Panniculus Régiségtani Egylet kiadványa. Szombathely, 1993)